# چرنوبریوزوفکا
چرنوبریوزوفکا (به لاتین: Chernoberyozovka) یک منطقهٔ مسکونی در روسیه است که در استان آمور واقع شده‌است.